# やったぜベイビー!
『やったぜベイビー!』は、1986年8月30日から同年9月27日まで、日本テレビ系列の『土曜グランド劇場』枠で放送されたテレビドラマである。全5話。放送時間は、毎週土曜21:00 - 21:54(JST)。

## 内容
1969年の東京・足立区を舞台に、あこがれのマドンナに近づきたいが近づけずそしてセックスへの興味津々のうぶな高校生の悶々とした日々を描く。そして主人公・アキラは、ボブ・ディランがハーモニカ一つで各地を放浪したことを知ったことから、ヒッチハイクで旅に出ることになる。

## 概要
ビートたけし原作の『あの人』をベースに製作されたドラマである。前番組『新・熱中時代宣言』が当初予定を繰り上げて終了したため、その穴埋め番組として放送された。本放送当時、出演者の高橋和也がジャニーズ事務所に所属していたため、肖像権の関係から本放送後の再放送もほとんどなく、映像ソフト化もなされていない。

## 出演
- 竹村アキラ - 高橋一也（現・高橋和也）
17歳、千住東高校2年生。一番の関心事は「どうすれば女にモテるか」とのこと。第1話では、ナンパしに行こうとシゲルらと湘南行きを計画。しかし交通費も持ってなく、兄・博のテープレコーダーを質屋に入れても2,500円と宿泊費がやっと。仕方なく、父の商売道具の自転車に乗って湘南を目指す。
- 森山麗子 - 萬田久子
26歳。未亡人で、近所で床屋を経営。アキラにとって魅力的で、夢の中にまで登場してアキラを悶々とさせている。
- 小泉靖子 - 宮崎ますみ
17歳。アキラの中学の同級生だが、高校は別々。アキラが恋心を抱いている。通称「マドンナ」。
- 古川春子 - 二階堂千寿
17歳、近所のそば屋の娘。可愛らしいと自称し、アキラに恋心を抱いている。
- 竹村博 - 中島陽典
24歳、アキラの兄。アキラとは対照的に賢く、大学病院でインターンをしている。
- 小野田シゲル - 永瀬正敏
17歳、アキラの悪ガキ仲間。音楽とファッションと女性の体の構造に詳しい。靖子についてはアキラとは恋のライバル同士。
- 川上カズオ - 内村光良（ウッチャンナンチャン）
17歳、アキラの悪ガキ仲間。アキラとは同じ小学校時代からの親友で、シゲルの子分。運動も勉強も苦手だが、人情には篤い。
- 千葉ジロウ - 南原清隆（ウッチャンナンチャン）
17歳、アキラの悪ガキ仲間。アキラとはクラスメイト同士。弱い者いじめだが、その弱い者が歯向かって来ると逃げ腰になる所がある。
- 坂田源三 - ハナ肇
近所の質屋の主人。陸軍中野学校を出ている。アキラのように、いい加減な人と意気投合し易い。
- 渡辺耕介 - 中西良太
- 監物利一 - 小松政夫
45歳、アキラの担任教師。考えが古い所があり、これを改めてもっと自由な発想にしなければと悩む。
- 竹村大三郎 - 荒井注
59歳、アキラの父で畳職人。昔気質で頑固。事あるごとに「職人のせがれに学問はいらねえ」と発する。
- 竹村和江 - 朝丘雪路
50歳、アキラの母。アキラと家計に悪戦苦闘するが、それでもアキラを愛している。

ほか
（出典：）

## スタッフ
- 素材部分提供：ビートたけし
- 企画：矢野義幸、前原雅勝
- プロデューサー：伊藤祥二、照喜名隆、赤羽根敏男
- 脚本：矢島正雄、小木曽豊一
- 音楽：森本タロー
- 演出：中山史郎、剣正博
- 制作協力：渡辺企画
- 技術協力：生田スタジオ
- 製作・著作：日本テレビ、THE WORKS

## 主題歌
- 「シーサイド・バウンド」歌：ザ・タイガース

## 放映リスト
| 話数 | 放送日        | サブタイトル                      | 脚本       | 演出             |
| ---- | ------------- | --------------------------------- | ---------- | ---------------- |
| 1    | 1986年8月30日 | 走れ! 自転車湘南編                | 矢島正雄   | 中山史郎         |
| 2    | 9月6日        | 男一匹伊豆放浪編                  | 矢島正雄   | 中山史郎         |
| 3    | 9月13日       | 浅草バイト激闘編                  | 矢島正雄   | 中山史郎、剣正博 |
| 4    | 9月20日       | ファーストキッス・清里八ヶ岳編    | 小木曽豊一 | 中山史郎         |
| 5    | 9月27日       | 結婚式は軽井沢 そして誰もいない海 | 矢島正雄   | 中山史郎         |